# Foxconn

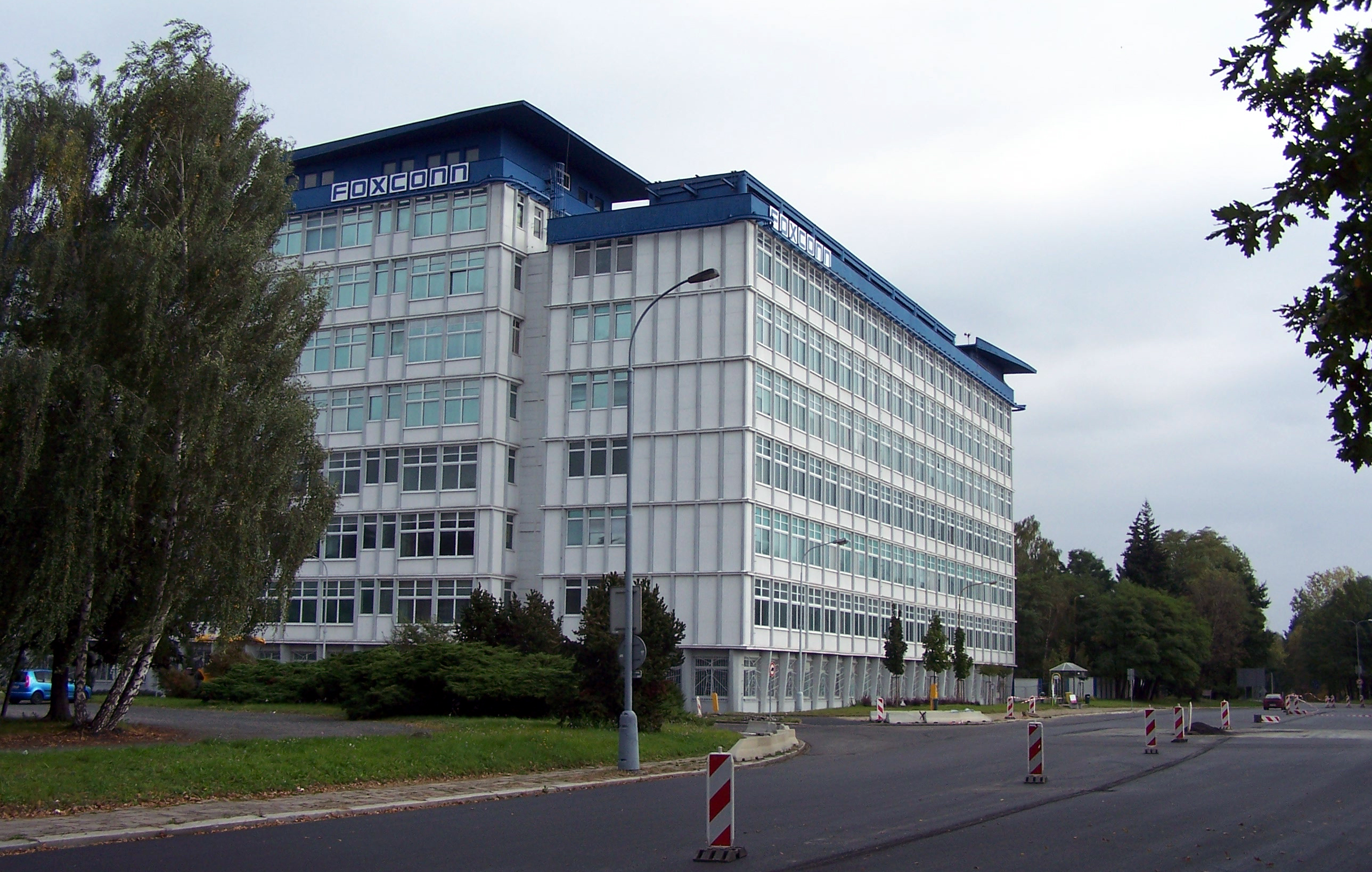
Factoria de Foxconn a Pardubice (República checa).

Foxconn és el nom comercial de l'empresa  Hon Hai Precision Industry Co Ltd  (LSE HHPD) (xinès tradicional: 鴻海精密工業股份有限公司, xinès simplificat: 鸿海 精密 工业 股份有限公司, pinyin: Hónghǎi Jīngmì Gōngyè Gǔfèn Yǒuxiàngōngsī). És el major fabricant mundial d'electrònica per encàrrec. Les seves fàbriques a la Xina produeixen diversos dels aparells electrònics més populars del món com ara els iPhone, iPod, iPad…
La companyia  Hon Hai amb seu a Taiwan és més coneguda amb el nom de  Foxconn . Amb gairebé un milió d'empleats i una facturació de 61.900 milions de dòlars EUA el 2009, la companyia és més gran per vendes que els seus 10 principals competidors combinats.
L'empresa va ser fundada a Taiwan per Terry Gou el 1974.

## Controvèrsies
En el llibre The Agony and the Ecstasy of Steve Jobs de Mike Daisey es mostrava l'existència d'un ambient de terror en les empreses de Hon Hai on es produeixen la majoria de components i aparells electrònics que es venen a tot el món. El diari Daily Mail ha publicat que als treballadors de les fàbriques on es construeix gran quantitat de components dels aparells per l'empresa Apple a la Xina se'ls obliga a signar contractes pels quals es comprometen, tants ells com les seves famílies a no denunciar ni portar a judicis a les companyies en cas d'accident, dany, mort o suïcidi.

### Denúncies per maltractaments
S'ha denunciat en diverses ocasions a aquesta empresa pels maltractaments als seus treballadors. Nombroses notes de premsa han destacat les llargues hores de treball, la discriminació cap als treballadors de la Xina continental per part dels seus col·legues taiwanesos, així com la manca de relacions laborals dignes dins de la companyia.
Chen Long, un treballador d'acoblament de 23 anys que s'havia integrat a l'empresa el 2010, va morir a causa de l'excés d'hores de treball. Treballava 60 hores a la setmana i va ser aconsellat pels seus pares perquè renunciés a Foxconn, alarmats pels suïcidis freqüents en l'empresa, així com per la sèrie de desgràcies que envoltaven a l'empresa. Chen Long va ser requerit per treballar hores extra durant més d'un any, i s'havia desmaiat al carrer mesos abans de la seva mort.
El 2006, el diari britànic Daily Mail va acusar l'empresa de pràctiques abusives als seus empleats. Encara que en el moment que Apple va contractar els serveis de l'empresa per a la fabricació dels seus iPods i iPhones, Foxconn complia amb la majoria dels requisits en les àrees auditades, l'auditoria va poder corroborar que es complien algunes de les acusacions.

### Suïcidis a Foxconn
Sun Danyong, un home de 25 anys, es va suïcidar el juliol del 2009 després de reportar la pèrdua del prototip d'un iPhone 4 que estava en el seu poder.
En resposta a una sèrie de catorze suïcidis de treballadors el 2010, un reportatge realitzat per 20 universitats xineses va denunciar que les fàbriques de Foxconn tenia un tracte d'abús generalitzat cap als seus funcionaris, a més que abusava d'hores extraordinàries il·legals de treball. En resposta als suïcidis, Foxconn va instaurar xarxes de prevenció de suïcidis (per precipitació al buit, la forma habitual de suïcidi) en algunes de les seves instal·lacions, i es va comprometre a oferir salaris substancialment més exigents en les seves instal·lacions a Shenzhen. Addicionalment, els treballadors van ser obligats a signar un document legal vinculant per garantir que no es matarien.

### Protestes
El gener de 2012, va ser àmpliament difós que 150 treballadors en Wuhan pretenien suïcidar-se saltant des de la teulada de la fàbrica en protesta per les seves condicions laborals, però finalment no es va produir, ja que van rebre una indemnització a canvi d'abandonar la protesta.

### Aldarulls a Mèxic
En la nit del 19 de febrer de 2010, la companyia va fer l'anunci que a la seva fàbrica fronterera de Ciudad Juárez (Mèxic), a tocar a Santa Teresa (Nou Mèxic), que els autobusos que normalment retornen a casa els treballadors de la planta al final del dia no arribaven a temps a causa d'un problema en un punt de control militar (incidència freqüent a la zona), i que van haver de seguir treballant fins que els autobusos van arribar. Com a resultat, els treballadors van ser obligats a treballar unes hores extra sense compensació. Més tard, es va saber que els autobusos, de fet, no havien estat retinguts en cap control, sinó que més aviat Foxconn havia retardat deliberadament la seva arribada per tal d'obligar els treballadors a fer un temps extra sense compensació. En saber-se aquesta notícia, es va produir un petit motí, i diversos treballadors va provocar un incendi al gimnàs de la fàbrica. Una investigació interna per Foxconn informar que es tractava d'un acte premeditat per un empleat descontent, però els treballadors de la fàbrica van contradir aquesta afirmació. Els treballadors també van sostenir que aquesta no era la primera vegada que Foxconn els havia obligat a treballar sense compensació extra, i que el motí i l'incendi van ser la culminació d'una sèrie d'abusos laborals, i no només l'incident.